# ALSA Grupo

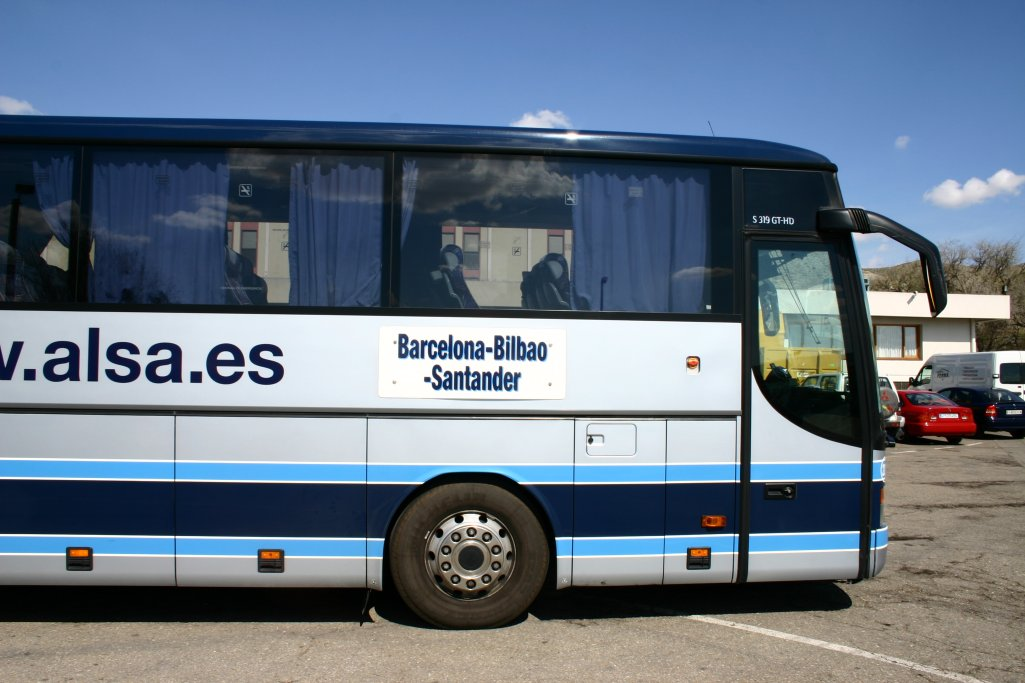
ALSA Reisebus Setra S 319 GT-HD (2005)

ALSA Grupo SLU  (ursprünglich Automóviles Luarca, S.A.) ist ein in Spanien tätiges Busunternehmen mit Sitz in Madrid, das zur britischen National Express Group gehört.

## Geschichte
Das Unternehmen wurde 1923 als Aktiengesellschaft in Luarca gegründet, geht aber auf das ältere Unternehmen El Luarca Automóviles de Viajeros, das seit 1890 bestand, zurück.
In den 1930er und 1940er Jahren bot das Unternehmen überwiegend regionale Verbindungen in Asturien an und setzte dabei Fahrzeuge von NAG, Saurer, GMC, Renault und La Hispano-Suiza ein. In den folgenden Jahren expandierte ALSA in weitere Regionen Spaniens. 1964 wurde die erste internationale Linie von Oviedo über Paris nach Brüssel in Betrieb genommen.
2005 wurde ALSA von der National Express Group für rund 381 Millionen Euro gekauft. ALSA hatte im Jahr vor der Fusion (2004) einen Umsatz von 319 Millionen Euro, 3.100 Angestellte, 1.400 Fahrzeuge und 93 Millionen Reisende. Im gleichen Jahr betrug der Umsatz von National Express 3,78 Milliarden Euro bei 40.000 Angestellten, 19.500 Fahrzeugen und rund einer Milliarde Reisenden.

## ALSA heute
Im Jahr 2017 hatte das Unternehmen rund 8.814 Angestellte und 3.132 Busse, die jährlich 334 Millionen Passagiere transportierten. Der Umsatz betrug 757 Millionen Euro.
Das Unternehmen betreibt neben städtischen, regionalen und nationalen Linien auch Fernbuslinien nach Nordafrika, Portugal, Frankreich, Belgien, Schweiz und Deutschland und ist Mitglied des Verbundes Eurolines.
Das Tochterunternehmen ALSA Ferrocarril SA („Alsa Rail“) ist ein Eisenbahnverkehrsunternehmen in Madrid und bietet bahnaffine Dienstleistungen und im geringen Umfang Güterverkehr und Personenverkehr an; darunter den Touristenzug Tren „Felipe II“ zwischen Madrid und El Escorial.